# James Allard
Pour les articles homonymes, voir Allard.
James Allard, né à Tournai le 26 janvier 1890, mort à Ottignies le 16 février 1974, est un architecte belge.

## Biographie
Fils de Charles Allard, lithographe et professeur d’aquarelle à l’Académie des beaux-arts de Tournai, il s'y forme puis intègre l'Académie royale des beaux-arts de Bruxelles dont il est diplômé en 1914. Il est alors proche du peintre Charles Swyncop, de l'homme politique War Van Overstraeten, des architectes Frans Van Der Drift, Maurice Selly, Philibert Schomblood, Paul Rubbers, Jean-François Hoeben et Lucien François, avec lequel il s'associe durant la Première Guerre mondiale. Par la suite, il s'allie à Josse Mouton avec lequel il construit des maisons ouvrières (1920) et une cité ouvrière (1927) à Zaventem.
Durant la décennie suivante, il réalise maisons et villas. 
Dans sa ville natale, il réalise l'extension de l'Académie des beaux-arts (1958-1962) et achève l'hôtel de ville (1962).
Il est chargé de la restauration du château de Bouchout entre 1964 et 1970.

## Réalisations
- 1923 : 26 avenue Maurice, Ixelles, qu'il habite à partir de 1925[5]
- 1925 : Maison de M. Piot, 24 avenue Maurice, Ixelles[6]
- 1926 : agrandissement du 66 avenue Grandchamp/ 314 avenue Louis Jasmin à Woluwe-Saint-Pierre pour la création d'un atelier de peintre destiné à son frère Fernand Allard l'Olivier[7]
- 1927 : Cité-jardin de Zaventem
- 1927 : transformation du (no)66-68 rue de l'Amazone à Saint-Gilles[8]
- 1927 : 264 avenue de Tervueren, Woluwe-Saint-Pierre[9]
- 1929 : 19 avenue Victoria, Bruxelles[10]
- 1931 : 53 Avenue de l'Horizon, Woluwe-Saint-Pierre[11]
- 1934 : 105 Avenue de la Forêt,  Bruxelles[10]
- 1938 : Villa à Rixensart
- 1958-62 : Reconstruction et agrandissement de l'Académie des beaux arts et des arts décoratifs, rue de la Lanterne, Tournai
- 1961 : Restauration de l'hôtel des Anciens prêtres, place de l'Eveché, Tournai
- 1962 : Restauration et agrandissement de hôtel de ville, Tournai
- 1963-1965 : Agrandissement du Académie des beaux-arts de Tournai, rue du Château, Tournai
- 1964-1970 : Restauration du château de Bouchout à Meise